# 符烈槎
符烈槎爵士（Sir Arthur George Murchison Fletcher，1878年9月27日—1954年4月9日），KCMG，CBE，又譯法禮著，曾於許多殖民地任職，是英國殖民地官員。1901年，加入香港政府，任官學生。1909年任助理律政司。1913年任助理輔政司，並曾7次署任輔政司。1926年調派錫蘭，出任錫蘭輔政司。1927年署任錫蘭總督。
1929年至1936年任斐濟總督兼西太平洋高級專員；1936年至1938年任千里達和多巴哥總督。